# Paolo Baroni
Paolo Baroni (Castelnuovo di Val di Cecina, 4 settembre 1945) è un attore italiano.

## Biografia
Attore dall'aspetto esile e allampanato, dallo sguardo attonito (messo in risalto dagli occhiali) e dal peculiare accento toscano, oltre alla carriera d'attore cinematografico (esordì con Fellini e lavorò con Dino Risi), Paolo Baroni è noto al grande pubblico televisivo soprattutto perché interpreta il ruolo del maggiordomo nel programma di Bruno Vespa Porta a Porta, in onda su Rai Uno, sin dalla prima puntata andata in onda nel 1996.
Rimarchevole nella sua carriera cinematografica è stato il personaggio del marchesino snob interpretato nel film Sapore di mare (1982), di Carlo Vanzina e nel suo seguito, diretto da Bruno Cortini.

## Filmografia
- I clowns, regia di Federico Fellini (1970)
- Amarcord, regia di Federico Fellini (1973)
- Salon Kitty, regia di Tinto Brass (1975)
- Sturmtruppen, regia di Salvatore Samperi (1976)
- Telefoni bianchi, regia di Dino Risi (1976)
- I nuovi mostri, regia di Mario Monicelli, Dino Risi e Ettore Scola (1977)
- Scusi, lei è normale?, regia di Umberto Lenzi (1979)
- Sono fotogenico, regia di Dino Risi (1980)
- Quando la coppia scoppia, regia di Steno (1980)
- La locandiera, regia di Paolo Cavara (1980)
- Fantozzi contro tutti, regia di Neri Parenti (1980)
- Il marito in vacanza, regia di Maurizio Lucidi (1981)
- I carabbimatti, regia di Giuliano Carnimeo (1981)
- Fantasma d'amore, regia di Dino Risi (1981)
- Aphrodite, regia di Robert Fuest (1982)
- Sapore di mare, regia di Carlo Vanzina (1983)
- Vai alla grande, regia di Salvatore Samperi (1983)
- Vacanze di Natale, regia di Carlo Vanzina (1983)
- Sapore di mare 2 - Un anno dopo, regia di Bruno Cortini (1983)
- Cenerentola '80, regia di Roberto Malenotti (1984)
- Amarsi un po'..., regia di Carlo Vanzina (1984)
- Quei trentasei gradini, regia di Luigi Perelli (1984) Serie TV
- Vacanze in America, regia di Carlo Vanzina (1984)
- Les aventuriers du Nouveau-Monde – serie TV (1986)
- Oci ciornie, regia di Nikita Michalkov (1987)
- Il piccolo diavolo, regia di Roberto Benigni (1988)
- Le finte bionde, regia di Carlo Vanzina (1989)
- Una prova d'innocenza, regia di Tonino Valerii (1991)
- Body Puzzle, regia di Lamberto Bava (1991)
- Rossini! Rossini!, regia di Mario Monicelli (1991)
- I mitici - Colpo gobbo a Milano, regia di Carlo Vanzina (1994)
- Ho ammazzato Berlusconi, regia di Gianluca Rossi e Daniele Giometto (2008)

## Televisione
- Porta a Porta (il maggiordomo)
- Anni 60 (il sacerdote)